# Síria
|  | Per a altres significats, vegeu «Síria (desambiguació)». |

Síria (àrab: سوريا, Sūriyā) és un estat de l'Orient Pròxim situat al sud de Turquia, a l'oest de l'Iraq i al nord de Jordània, Israel i el Líban. Té, a més, una façana marítima banyada pel Mediterrani a ponent. Síria té una població de 25 milions d'habitants, la majoria dels quals parlen l'àrab. A més, la majoria de la població professa l'islam, i el sunnisme hi és el grup musulmà majoritari. Entre els musulmans no sunnites a Síria, hi ha drusos, alauites i xiïtes. Compta també amb una important minoria cristiana adscrita majoritàriament a l'ortodòxia grega antioquena, però amb presència també d'ortodoxos siríacs, grecs catòlics, ortodoxos armenis, assiris, protestants, etc. També hi ha a Síria minories de les ètnies assíria, armènia, turca i kurda, juntament amb milers de refugiats palestins. És un estat membre de la Lliga Àrab i de l'Organització de les Nacions Unides.
Des de l'any 1963 fins al 2025, el Partit del Renaixement Àrab Socialista o Baas governava Síria sota la declaratòria de l'estat d'emergència i, des del 1970 fins al 2025, el títol de President de Síria ha pertangut a la família Assad. Des de la caiguda del règim, al gener 2025, el president interí és Abu Mohammad al-Julani. La constitució del 1973 defineix oficialment Síria com un estat socialista laic, tot i que reconeix l'islam com a religió majoritària.

## Història
La regió de Síria va ser el centre d'una civilització semita de gran importància al voltant de les ciutats d'Ebla i Ugarit. Allà va tenir lloc el descobriment del bronze.
Terra de pas, el país ha estat dominat per cananeus, hitites, hebreus, assiris, perses, grecs, Imperi Selèucida, romans, àrabs, mongols, otomans i francesos, fins a la seva independència, el 1946.
Durant els anys 1950 i 1960, van succeir-se diversos cops d'estat i les relacions exteriors estaven marcades per l'oposició a l'estat d'Israel.
Cap a l'any 200 aC, Síria formava part de l'Aram. Va estar sotmesa a Egipte des de gairebé el 1530 aC fins al 1250. Al segle viii aC, Assíria va subjugar tot el país, que va passar a Babilònia al segle vii aC. Pèrsia se la va annexionar en el 538 aC, retenint-la fins que se'n va apoderar Alexandre el Gran, 200 anys després. L'any 64 aC, va passar a ser una província romana, i després estigué sota l'Imperi Romà d'Orient fins al 634 dC. A la segona meitat del segle xi, després d'haver estat presa pels sarraïns, va ser ocupada pels seljúcides, i el 1616 pels turcs otomans, que la van retenir fins al 1833, en què va ser conquerida per Muhàmmad Alí Paixà, que la va retornar als turcs el 1840.
Els turcs van seguir sent amos de Síria fins a ser-ne expulsats pels anglesos, el 1918. França, ja des que va intervenir en el Líban per reprimir les atrocitats dels turcs, havia mantingut les seves reivindicacions polítiques sobre Síria, i la seva posició especial va ser reconeguda en l'acord anglofrancès del 1916. Segons això, els anglesos van abandonar el país, i el Suprem Consell dels aliats va donar a França el mandat sobre Síria. El 1928, l'Assemblea Constituent va redactar una constitució, però aquesta no va obtenir l'aprovació de França, la qual, el 1929, va dissoldre l'Assemblea. El maig del 1930 es va sancionar una nova constitució. El juny del 1932, Muhammah Alí Bei el-Abed era triat president de la república. En tractats signats a finals del 1936, França va prometre la independència total de Síria, en un termini de tres anys. El 1938, Síria es va veure obligada a cedir el sindicat d'Alexandria a Turquia. Produït el col·lapse de França, Síria va quedar sota la dependència del govern de Vichy. El juny del 1941, forces angleses i de francesos lliures, després d'una breu campanya, van ocupar Síria i van anunciar solemnement la concessió de la independència. Reconeguda per les Nacions Unides la independència de Síria com a estat sobirà, els francesos la van evacuar el 1946.

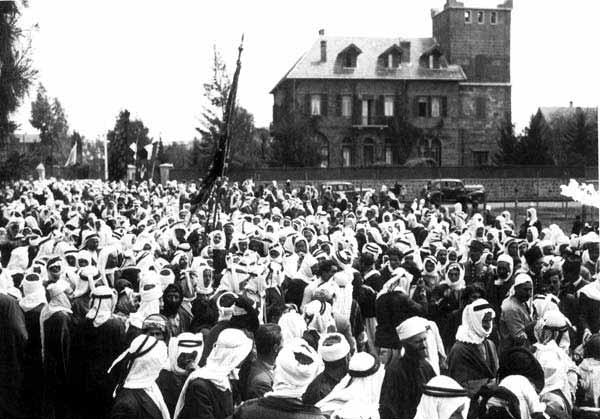
Aixecament a Damasc durant la Gran Revolució síria del 1925

En els primers anys després de la proclamació de la independència, la política interior del país va ser molt moguda. El 14 d'agost del 1949, el coronel Zaim, cap del govern, va ser assassinat. Es va formar un nou ministeri sota la presidència d'Hachem el-Atassi, tenint com a cap de l'exèrcit Sami el-Hinnani, que va dirigir la revolució contra Zaim. El 19 de desembre del mateix any, una segona revolució encoratjada pel coronel Adib Chichakli i promoguda quan l'Assemblea Nacional estava a punt de tractar la unitat dels països àrabs i de l'íntima col·laboració amb l'Iraq, va apartar dels seus llocs de comandament Sami el-Hinnani i altres caps polítics. A conseqüència de nous cops militars (1951 i 1952), el coronel Adib Chichakli va assumir-ne tots els poders. El febrer del 1954, un cop militar fet pel coronel Mustafà Hamdum va obligar el cap de l'estat Chichakli a dimitir i a refugiar-se a l'Aràbia Saudita. Els revoltats van reconèixer com a president de Síria el polític Hachem al-Atassi, que estava desterrat. El mes d'octubre del mateix any, es van celebrar eleccions parlamentàries. El govern de Síria efectua amb el Líban converses polítiques i financeres per fixar la unió econòmica entre els dos estats.
L'any 1955, la política siriana va experimentar un canvi molt profund; Chukri el-Kuatli, que havia viscut exiliat a Egipte i compartia les idees del coronel Nasser, va ser elegit president de la república. Entre 1958 i 1961 Egipte i Síria s'unificaren formant la República Àrab Unida (RAU), Nasser i el-Kuatli s'oposaven a la federació expansiva propugnada des de Bagdad pel prooccidental Nuri és-Said, així com l'adhesió als pactes defensius anglosaxons. Aquesta política va trobar l'aprovació i el suport de l'URSS i va suscitar, en canvi, seriosos recels de Turquia i de l'Iraq. De la Unió Soviètica, van arribar abundants carregaments d'armes a Síria; el president va visitar Moscou. En 1961 una insurrecció posà fi a la unió, recuperant Síria la independència.
A finals del segle xx i inicis del XXI, es van succeir diversos incidents amb els Estats Units per la invasió de l'Iraq, ja que les tropes americanes van entrar en diverses ocasions en les terres de Síria i durant l'operació Orchard el 2007, la força aèria israeliana va destruir una instal·lació nuclear siriana. En el context de la Primavera Àrab, el govern de Baixar al-Àssad s'enfronta des de 2011 a la Revolta a Síria de 2011.

### Guerra Civil siriana
La Guerra Civil siriana és un conflicte armat procedent d'un ampli moviment contestatari contra el règim baasista que comença per manifestacions antirègim i prorègim pacífiques el 15 de març del 2011, tres mesos després del començament del clima revolucionari anomenat Primavera Àrab. El moviment és reprimit per les forces sirianes i es perllonga encara el 2013; el moviment es transforma, a poc a poc, en un conflicte que oposa dos bàndols armats enmig de les poblacions civils, i ha provocat fins ara uns 70.000 morts. Per fer front a l'exèrcit regular i les seves forces auxiliars, es constitueix i estructura progressivament el 2011 un «exèrcit sirià lliure» (ESL), sobre la base d'un nucli de desertors i de ciutadans.
Mentre el govern sirià rep el suport de Rússia i la Xina (per interès o principi de no-ingerència), sobretot a l'Organització de les Nacions Unides, la rebel·lió és recolzada pels països occidentals, i l'ESL, lentament recolzat i armat per Turquia, Aràbia Saudita i Qatar, i disposa de l'ajuda d'agents de l'CIA que operen des de Turquia. L'ESL ha estat progressivament reforçat i infiltrat per gihadistes propers a l'esfera d'influència d'Al-Qaida, la qual ha comportat la desconfiança de certs estats enfront d'aquest exèrcit informal i xocant, i al caràcter potencialment confessional d'aquest conflicte.

## Govern i política
Síria és una república des del 1963. El 2012, es va aprovar en referèndum la vigent constitució, que defineix Síria com una república democràtica amb plena sobirania, indivisible, i part de la nació àrab, basada en els principis d'igualtat davant la llei, llibertat religiosa i la propietat privada.
Els òrgans legislatius són l'Assemblea del Poble i els consells d'Administració Local. Cada set anys es tria un president, que ha de ser musulmà, i cada quatre, una Assemblea del Poble i un Consell de Ministres. Segons la constitució, el president té poders per nomenar i destituir els vicepresidents, el primer ministre i els ministres. És també comandant en cap de les forces armades, secretari general del Partit Baath Àrab Socialista i president del Front Nacional Progressista del país.
Els òrgans legislatius són l'Assemblea del Poble i els consells d'Administració Local. Els tres poders de l'estat sirià són controlats pel Baas, que té assegurada la participació decisiva en els poders de l'estat gràcies a la constitució del país.
Es permet la participació d'altres sis partits polítics menors que, al costat del majoritari Baas, integren l'anomenat Front Nacional Progressista (FNP) الجبهة الوطنية التقدمية; aquests partits són els únics autoritzats a expressar les idees polítiques dels ciutadans sirians. Igualment, és el Partit Baas el que domina l'esmentat Front, aquests partits integren el Parlament, que és controlat directament pel president de la república, ja que el poder executiu es reserva la majoria de les potestats legislatives i de revisió de les activitats del legislatiu.
El president, és triat per set anys per complir les seves funcions. El president de Síria, a més, posseeix les facultats de designar els ministres, declarar la guerra, proposar les lleis al poder legislatiu, i dirigir les forces armades. En el "referèndum" per a l'elecció del president el 2007, va ser reelegit amb el 97% dels vots Baixar al-Àssad.

## Geografia

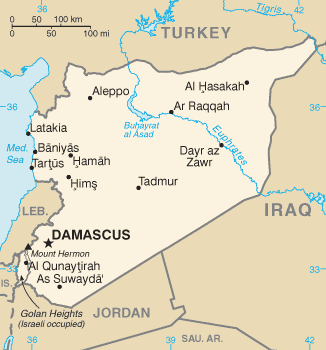
Mapa de Síria (en anglès)

En el país es distingeixen, d'oest a est, tres regions: a l'oest, es troba una plana litoral, separada de l'interior pel Jabal Ansaria, una doble serralada a l'interior, de la qual sorgeixen diverses valls; el centre del país està format per un altiplà accidentat amb diversos pics volcànics i està recorregut de nord-est a sud-oest per una serralada en la qual es distingeixen diverses formacions: Jabal Abd al-Aziz, Jabal Visir, Jabal Buwaida, Jabal Saar, Jabal al Sarqi i Jabal Garbi; la regió de l'est està constituïda per la vall de l'Eufrates. Aquest és el principal riu que travessa el país, que penetra per l'est i surt pel nord-oest; també són importants els afluents Khabur i Orontes, a l'oest. En l'extrem nord-est, la frontera amb Turquia la forma el curs del Tigris. A la part oest del país, el clima és mediterrani, però a mesura que s'avança cap a l'est es torna més sec i càlid.
La població es concentra en els territoris situats a l'oest; la taxa de creixement vegetatiu és molt alta. Quant a l'economia, el país està en vies de desenvolupament, encara que des de 1973, i a causa de problemes polítics que li han fet destinar part del seu pressupost a despeses militars, la inflació ha frenat aquest progrés.
La seva agricultura, afavorida des de 1978 per la construcció de la presa de Tabka, que permet regar àmplies superfícies, es dedica prioritàriament al cultiu de cereals, cotó, oliveres i hortalisses. Inclou ramaderia ovina, caprina i bovina. Del subsòl, s'extreu asfalt, sal gemma, petroli, fosfats i gas natural. La indústria, també en desenvolupament, és principalment tèxtil, alimentària, del ciment, de construcció i de refinatge de petroli. Últimament, alguns països, com Romania o Alemanya, han fet inversions en les seves indústries sucreres, de ciment i de fosfats i gas natural; les extraccions de petroli, no obstant això, no han donat els resultats esperats.

## Ecologia
Els biomes presents a Síria són, de nord-oest a sud-est, el bosc mediterrani, el prat i el desert. El bosc mediterrani està representat, segons el WWF, per dues ecoregions, en funció de l'altitud: el bosc de la Mediterrània oriental a les terres baixes, i el bosc muntanyenc d'Anatòlia meridional a les zones muntanyoses, mentre que la prada i el desert corresponen respectivament a les ecoregions denominades estepa de l'Orient Pròxim i desert arbustiu de Mesopotàmia.

## Organització politicoadministrativa
Síria està dividida en 14 muhàfadhes, províncies o governacions, dividides en 60 míntaques o districtes, que al seu torn se subdivideixen en nàhiyes o subdistrictes. Les nàhiyes o nawahi es componen de viles o ciutats, que són les unitats administratives més petites:
1. Damasc (محافظة دمشق)
2. Rif Dimashq (محافظة ریف دمشق)
3. Quneitra (محفظةا القنيطرة)
4. Dar'a (محافظة درعة)
5. As-Suwayda o Sweida (محافظة السويداء)
6. Homs (محافظة حمص)
7. Tartus (محافظة طرطوس)
8. Al Ladhiqiyah o Latakia ('محافظة اللاذقية)
9. Hamah (محافظة حماه)
10. Idlib (محافظة ادلب)
11. Halab o Alep (محافظة حلب)
12. Ar-Raqqà (محافظة الرقة)
13. Dayr al-Zor (محافظة دير الزور)
14. Al-Hasakah (محافظة الحسكة)

### Ciutats principals
Les ciutats més habitades són:
| Ciutats de Síria |                        |           |               |                          |  |
| n.               | nom                    | nom       | habitants     | habitants                |  |
| n.               | Transliteració         | en àrab   | Cens del 1981 | Estimat 2006             |  |
| 1.               | Ḥalab (Alep)           | حلب       | 1.626.218     | quasi 3.000.000 el 2007  |  |
| 2.               | Dimaxq (Damasc)        | دمشق      | 1.112.214     | més de 3.000.000 el 2007 |  |
| 3.               | Ḥimṣ (Homs)            | حمص       | 346.871       | 798.781                  |  |
| 4.               | Ḥamā (Hama)            | حماة      | 177.208       | 477.812                  |  |
| 5.               | al-Lāḏiqiyya (Latakia) | اللاذقية  | 196.791       | 347.026                  |  |
| 6.               | Dayr az-Zūr            | دير الزور | 92.091        | 252.588                  |  |
| 7.               | al-Raqqa (Raqqa)       | الرقة     | 87.138        | 182.394                  |  |
| 8.               | Al-Bāb                 | الباب     | 30.008        | 137.565                  |  |
| 9.               | Idlib                  | إدلب      | 51.682        | 135.619                  |  |
| 10.              | Dūmā                   | دوما      | 51.337        | 114.761                  |  |

## Economia
Síria és un estat en vies de desenvolupament, encara que està molt avançat, sobretot en educació i salut, gràcies a un bon govern. Moltes de les empreses estan nacionalitzades. Exporta sobretot petroli. La base de la riquesa domèstica rau en l'agricultura, sobretot en les olives, (és el segon país del món en producció d'olives). Encara no és una destinació massa explotada pel turisme, tot i que aquest augmenta cada cop més.
L'economia de Síria està basada en l'extracció de petroli; per tant, està subjecta a les fluctuacions del seu preu internacional; a més, sol recórrer a l'Iran com a subministrador, a causa del fet que la producció interna n'és deficitària. Les principals refineries es troben a Homs i a Banyas. També disposa de reserves de gas natural, sal gemma i fosfats.
L'agricultura (blat i cotó) genera el 27% del PIB i la ramaderia, principalment cabruna i ovina, va dirigida a l'exportació de llana. Les indústries tèxtil, alimentària, metal·lúrgica i cimentera suposen el 22% del PIB.

## Demografia

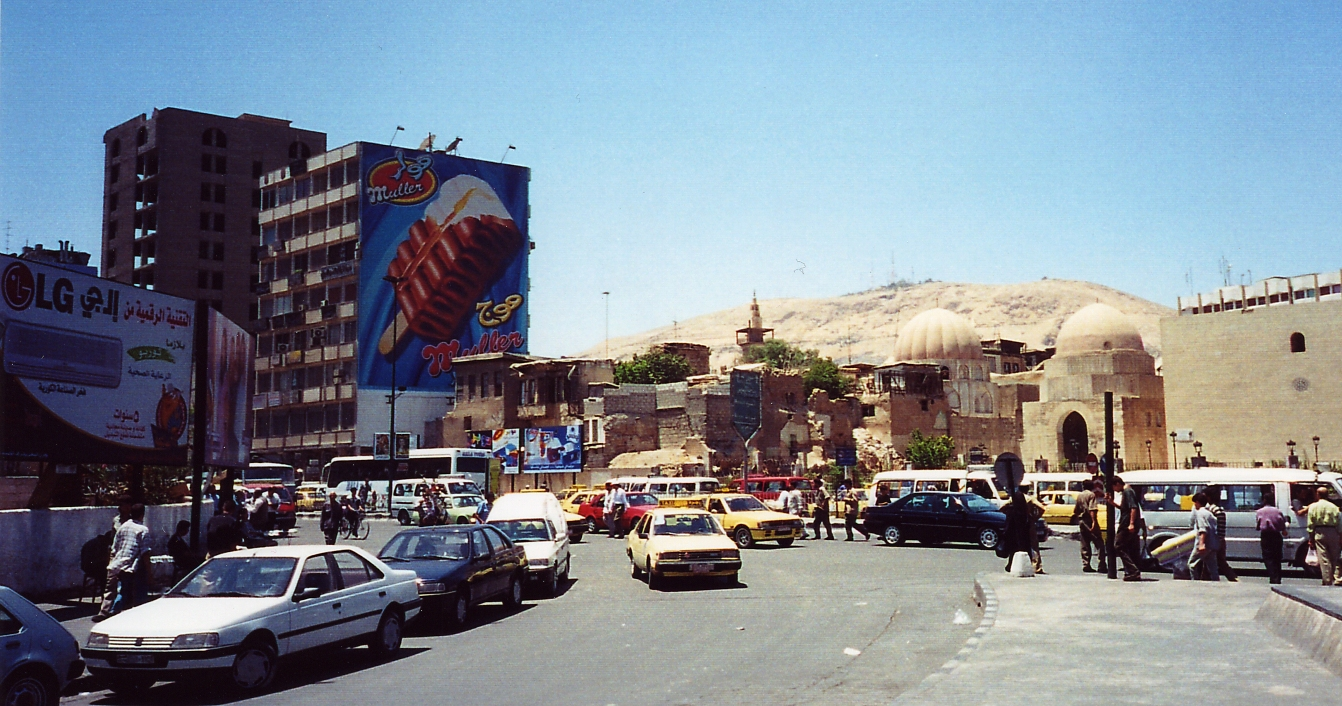
Damasc

La població siriana és majoritàriament d'origen àrab (90,3%), si bé al nord del país conviuen les minories kurda, armènia i turca, cadascuna amb la seva pròpia llengua. A més, milers de palestins estan disseminats per tot el territori sirià.
La religió islàmica és predominant: els musulmans obeïxen principalment l'ortodòxia sunnita, encara que també hi ha drusos, alauites, xiïtes i ismaïlites. El cristianisme en les seves diferents confessions (ortodoxos, maronites, catòlics de ritu armeni, siríacs, etc.) és minoritari i se circumscriu a les províncies perifèriques i a alguns barris urbans.
La població es concentra en tres zones geogràfiques: la franja litoral i els seus relleus pròxims, al llarg del curs del riu Eufrates i en la frontera nord amb Turquia. El 51,8% dels sirians viu en nuclis urbans. El creixement del sector industrial i l'èxode rural han comportat un ràpid desenvolupament de les ciutats.
La ciutat més poblada és la capital, Damasc, situada en el vessant oriental de les muntanyes de l'Antilíban. La segueixen en importància Alep, al nord-oest del país; Homs i Hamat, a la vora del riu Orontes; i Latakia, en la costa mediterrània.
Encara que s'ha moderat, la piràmide poblacional siriana també evidencia una estructura jove: el 38,6% dels habitants és menor de 15 anys. Aquest fenomen es deu a una fecunditat de 3,32 fills per dona, que situa el creixement anual de la població en el 2,4%. Si aquest comportament demogràfic persisteix, Síria duplicarà el nombre total d'habitants en menys de vint anys.

## Cultura
La cultura de Síria és producte d'una perfecta barreja d'altres cultures, i no es tracta d'una frase feta, sinó d'una realitat documentada. Els arqueòlegs han descobert escriptures i evidències d'una cultura que rivalitzava amb la de Mesopotàmia i amb la d'Egipte a l'antiga ciutat d'Ebla.

### Llengües
L'idioma oficial, i predominant, és l'àrab. A la part oriental de Síria és el kurd. A Alep hi ha grups que també parlen l'armeni. Parlen el turcman els turcmans que s'hi van establir en temps de l'Imperi Otomà, i continuen assentats allà en l'actualitat. També es parla l'arameu en més de 30 pobles. L'idioma àzeri és parlat per petits grups a Homs i Hama; aquest idioma, es creu que s'ha extingit juntament amb algunes llengües modernes com el lomavren, i el mlashö. També es parla el circassià. A més, no és gaire difícil trobar parlants del castellà, de l'anglès o del francès, especialment en les zones del sud del país, des d'on ha ocorregut una àmplia emigració cap a països d'Amèrica i d'Europa.

### Arquitectura

#### Crac dels Cavallers
El Crac dels Cavallers, va ser un castell dels hospitalers, construït pels croats sobre un turó del desert sirià per protegir la ruta que unia la ciutat siriana de Homs (sota domini musulmà) amb Trípoli (Líban), capital del comtat del mateix nom, a la costa del Mediterrani. La fortalesa original havia estat construïda per l'emir d'Alep.

### Gastronomia
Tradicionalment, el menjar comença amb un assortiment de "mezze", és a dir, els entrants que hi ha abans del plat principal. En són molt típics una mena de crema, acompanyada amb "hubz" (pa àrab), entre aquestes, l'"hummus" (cigrons i sèsam), el "bava Ganush" (albergínia fumada), i el "keshek" (iogurt, cogombre, menta, all i oli). Les amanides solen acompanyar els plats principals. S'elaboren amb tomàquet, enciam, cogombre, ceba, api, llegums, i altres hortalisses.
El plat principal sol estar compost per carn o peix. Els "kebab" (broquetes de carn que solen ser de pollastre o ovella) estan cuinats a la graella. Un altre plat és el kafta, que es prepara amb carn picada d'ovella, ceba, i espècies, cobert amb una amanida de julivert. També, podem trobar el "ruz dyay" (arròs amb pollastre) o "lahme" (carn). L'arròs es cuina amb espècies aromàtiques, i a sobre es col·loquen trossos de pollastre amb ametlles i pinyons torrats.
El menjar sol finalitzar amb fruita fresca. També són molt característics els pastissets. El "mahlabiyye", amb essència de tarongina, ametlles i festucs. També dolços de formatge, que es fan amb formatge dolç i fibrós amb "ashta" (nata quallada que es treu de la llet bullent).
Les begudes bàsiques de tota la població siriana és el te, i el cafè àrab i turc ("qahwe"), i aquestes mai no es prenen amb llet.

### Religió
La religió islàmica hi és predominant: els musulmans obeeixen principalment l'ortodòxia sunnita, encara que també hi ha alauites, xiïtes, drusos i ismaïlites. El cristianisme, en les seves diferents confessions (ortodoxos, siríacs, maronites, catòlics de ritu armeni, etc.), se circumscriu a les províncies perifèriques i a alguns barris urbans. A més, cal citar que, a diferència d'altres nacions de l'Orient Mitjà, a Síria es respecta la llibertat de culte.

### Art
A causa de la influència dels diferents pobles que han habitat de manera més o menys estable en el territori sirià, l'art del país es caracteritza per la presència de diferents corrents, de vegades contradictoris, que atorguen a aquest art certa originalitat. Des del Neolític, apareixen dues tendències oposades. La primera es refereix a una sèrie de manifestacions de caràcter autòcton (l'escultura en fusta i l'alt relleu). La segona és aquella que es manté més semblant a les tendències de les civilitzacions veïnes, com ara l'escultura zoomorfa, hieràtica però majestuosa d'Atsana, que han fet dubtar de l'originalitat de l'art sirià.